# Domenico Miskolc
Domenico Miskolc (in ungherese Miskolc nembeli Domokos; XII secolo – prima del 1207) fu un nobile ungherese che ricoprì la carica di giudice reale tra il 1188 e il 1193.

## Biografia
Legato alla famiglia dei Miskolc, Domenico fu il primo membro noto del ramo Borsmonostor della sua discendenza. Secondo un documento reale, era altresì imparentato con Béla III d'Ungheria e la dinastia degli Arpadi, nonché di Pietro II, vescovo di Giavarino (secondo alcune interpretazioni). Ebbe due figli dalla moglie non identificata, ovvero Bors e una figlia di nome Elisabetta, che sposò l'ispán Sebes Hont-Pázmány e quindi furono i progenitori della famiglia di conti dei Szentgyörgyi. La moglie di Bors era una figlia ignota del dux Velek.
Durante il regno di Béla III, ricoprì la carica di giudice Reale dal 1188 al 1193, oltre a ciò, fu poi ispán del comitato di Bodrog tra il 1192 e il 1193. Essendo uno dei nobili più influenti dell'epoca, possedeva vaste terre nel comitato di Borsod (antico centro di provenienza della sua famiglia) e nei comitati di confine dell'Ungheria occidentale. Nel 1187, Domenico aveva promesso di partecipare a una crociata in Terra Santa, ma per ragioni sconosciute non fu in grado di adempiere il suo voto, motivo per cui in cambio della redenzione fondò un monastero cistercense a Klostermarienberg (oggi parte di Mannersdorf an der Rabnitz, in Austria) nel 1194 e donò anche otto insediamenti circostanti e 300 marchi al monastero appena fondato, che apparteneva all'autorità dell'abbazia di Heiligenkreuz dal 1198. Dal 1194 al 1195, svolse la funzione di bano di Slavonia, anche se secondo documenti dalla dubbia autenticità aveva già ricoperto la carica dal 1193. Morì tra il 1195, anno in cui viene menzionato per la prima volta nei documenti dell'epoca, e il 1207, quando papa Innocenzo III si riferiva a lui come a una persona deceduta. È però possibile che Domenico fosse ancora in vita dopo il 1195, poiché Innocenzo, asceso al soglio pontificio dall'inizio del 1198, fu quel papa che svincolò Domenico dall'adempimento del suo voto di pellegrinaggio in Terra Santa, secondo una lettera di privilegio di Andrea II del 1225.

### Legame di parentela con gli Arpadi
Un documento reale dalla dubbia attendibilità, emesso nel 1194 a nome di Béla III, testimonia il ricordo della sua presunta parentela con la dinastia regnante degli Arpadi: nel testo, Domenico Miskolc figura come cognatus del re, sostantivo usato per indicare un parente di sangue, in particolare per parte di madre o per matrimonio. Nei documenti magiari dell'epoca, il termine era usato principalmente per quest'ultimo caso. È stato lo storico Imre Szentpétery a bollare il documento come non autentico, sostenendo fosse stato redatto dopo il 1224. Altri tre documenti, emessi da Andrea II e dal duca Béla, facevano riferimento al figlio di Domenico, Bors, come parente della casa reale. Se la carta del 1194 fosse effettivamente un falso, è possibile, pensò il suo autore, che se Bors era imparentato con Andrea II, questo valesse anche per suo padre.
Lo storico del XIX secolo Mór Wertner ha sostenuto che Dominic Miskolc fosse imparentato con gli Árpád per matrimonio e fosse cognato del monarca ungherese. Bálint Kis ha ritenuto che il nobile e Béla III fossero lontani cugini, avendo degli antenati comuni, presumibilmente i sovrani dell'XI secolo Béla I o Géza I. Szabolcs Vajay ha sostenuto che l'ispán Bors, eletto anti-re contro Stefano II nel 1128 o 1129, fosse un parente del monarca da parte di madre e anche un antenato diretto di Domenico e dei suoi parenti. Lo storico Tamás Kádár ha sostenuto che l'uso del termine un po' insensato di «cognatus» nei documenti summenzionati esclude la stretta parentela di sangue (cugini) e di matrimonio (cognati) tra Béla III e Domenico Miskolc. Kádár ha ritenuto che Domenico avrebbe sposato la principessa Alice d'Antiochia, sorella della regina Agnese e, quindi, cognata di Béla III. Secondo la Chronica regia Coloniensis, secondo l'interpretazione di Kádár, Alice visse in Ungheria almeno a partire dagli anni Ottanta del XII secolo, prima di sposare Azzo VI d'Este nel 1204.